# Ékszerpitta
Az ékszerpitta (Pitta elegans) a madarak osztályának, verébalakúak (Passeriformes) rendjébe és a pittafélék (Pittidae) családjába tartozó faj.

## Rendszerezése
A fajt Coenraad Jacob Temminck holland arisztokrata és zoológus írta le 1836-ban.

## Alfajai
- Pitta elegans concinna Gould, 1857
- Pitta elegans elegans Temminck, 1836
- Pitta elegans hutzi Meise, 1941
- Pitta elegans maria Hartert, 1896
- Pitta elegans vigorsii Gould, 1838
- Pitta elegans virginalis Hartert, 1896[2]

## Előfordulása
Kelet-Timor és az Indonéziához tartozó Kis-Szunda-szigetek és Maluku-szigetek területén honos. Természetes élőhelyei a szubtrópusi vagy trópusi síkvidéki esőerdők, száraz és mocsári erdők, valamint szántóföldek. Állandó, nem vonuló faj.

## Megjelenése
Testhossza 19 centiméter, testtömege 48-63 gramm.

## Természetvédelmi helyzete
Az elterjedési területe nagyon nagy, egyedszáma pedig stabil. A Természetvédelmi Világszövetség Vörös listáján nem fenyegetett fajként szerepel.